# Dubinné
Dubinné – wieś (obec) na Słowacji, w kraju preszowskim w powiecie Bardejów. Pierwsze wzmianki o miejscowości pochodzą z roku 1327.
Według danych z dnia 31 grudnia 2016, wieś zamieszkiwało 357 osób, w tym 172 kobiety i 185 mężczyzn.
W 2001 roku rozkład populacji względem narodowości i przynależności etnicznej wyglądał następująco:
- Słowacy – 98,55%,
- Romowie – 0,87%,
- Rusini – 0,29%.